# Crypthelia stenopoma
Crypthelia stenopoma är en nässeldjursart som beskrevs av Sydney John Hickson och J.L. England 1905. Crypthelia stenopoma ingår i släktet Crypthelia och familjen Stylasteridae. Inga underarter finns listade i Catalogue of Life.